# 獵戶座
獵戶座（Orion）是一個非常顯著的星座，其星等是一般人肉眼能看見的。全世界的人都能看到它那些分佈在天赤道上耀眼的星，也是各地人都認得的星座，最适合观赏的季节是冬季，也因此獵戶座一直有著「星座之王」、「冬之星座」的美譽，形如獵人俄里翁站在猎户座的河岸，身旁有他忠誠的獵犬大犬座，與他一起追逐著金牛座和天兔座。在神話中，俄里翁被他心愛的月亮女神阿緹蜜絲送到天上變成猎户座，延續他們的愛情故事。

## 特徵
這星座有很多光亮的恆星及深空天體。以下是它其中的幾顆星：
- 觜宿一（Meissa，λ）是獵戶的頭。
- 參宿四（Betelgeuse，α），獵戶的右肩，是一顆紅超巨星──它的直徑比木星公轉軌道的直徑還要大。它其實有其他五個伴星，但它們都太小而難以看到。參宿四與南河三及天狼星組成冬季大三角。
- 參宿五（Bellatrix，γ），是獵戶的左肩。
- 參宿一（Alnitak，ζ）、參宿二（Alnilam，ε）及參宿三（Mintaka，δ）就是獵戶腰帶：三顆亮星由東向西連成一線，就是這一個星群可以令人輕易認出獵戶座。
- 參宿六（Saiph，κ）位於獵戶的右膝。
- 參宿七（Rigel，β），位於獵戶的左腳踝，是一顆大型的白色的星。它是全天第七亮的星。它有三顆難以看見的伴星。

夜空下所見的獵戶座與其周邊星象。

除參宿四外，獵戶座中主要的星都有相似的年齡及特徵，表示它們可能有一共同的起源。
透過獵戶座我們能夠很容易找到其他的星。把獵戶的腰帶往东南方伸延就能找到天狼星（大犬座α）；向西北方則會碰到畢宿五（金牛座α）。沿著獵戶的肩膀往東就是南河三（前犬星，小犬座α）。從參宿七往參宿四的方向一直伸延就可見到北河二（雙子座α）及北河三（雙子座β）。

### 深空天體

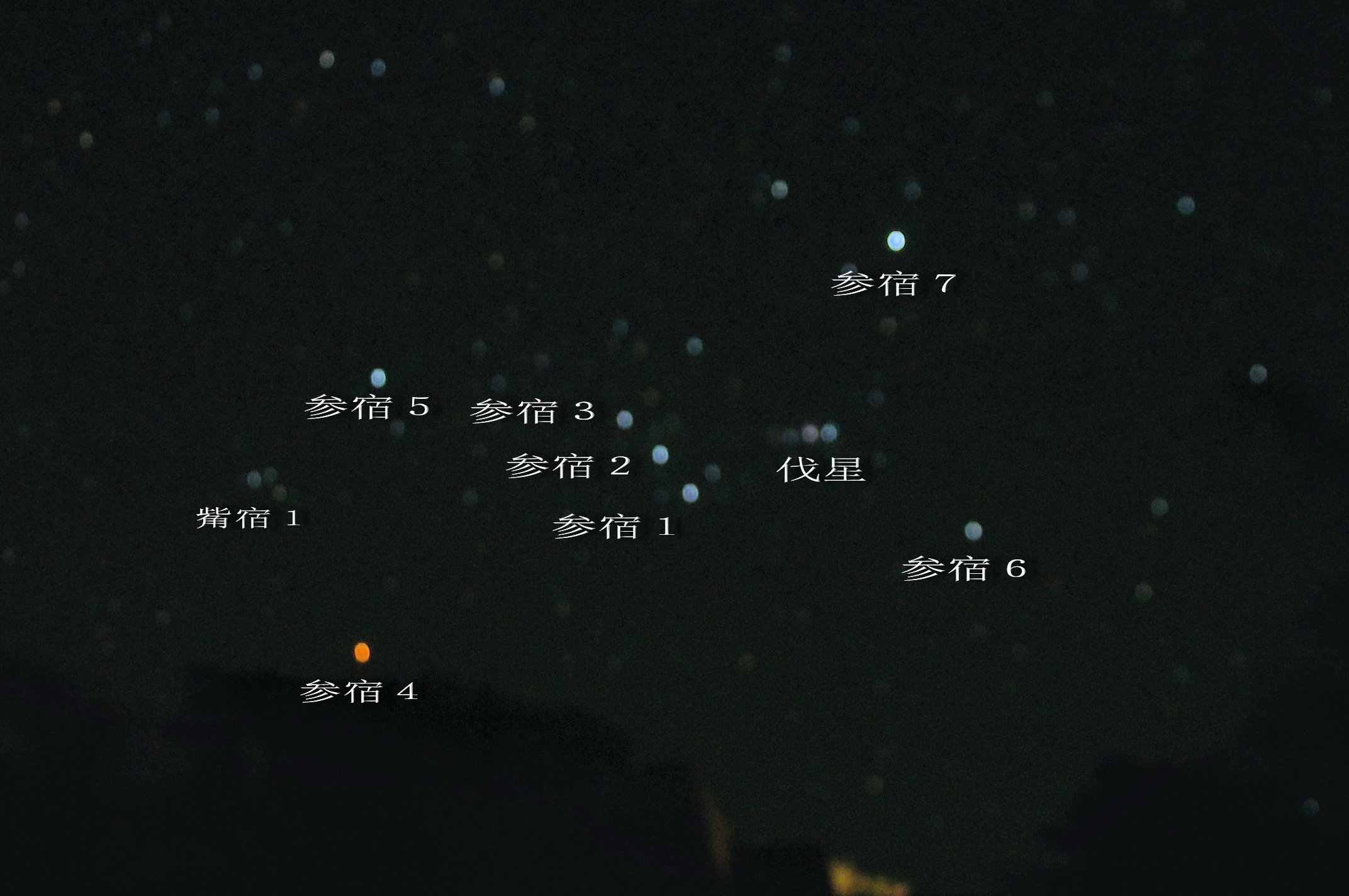
猎户座里几颗主要的星

從獵戶腰帶挂下來的是他的劍，它是由四合星（獵戶座θ1及獵戶座θ2）及獵戶座大星雲（M42）所組成，在中國稱為伐星。即使用肉眼也能夠清楚辨認出這個壯麗的天體不是一顆星；如果利用到雙筒望遠鏡，我們更可看到它那些年輕的恒星、發光的氣體及塵埃。
另一著名的星雲就是位於獵戶座ζ的馬頭星雲（IC 434），它的名字來自當中的一團形似馬頭的黑色塵埃。
如果以一支小型望遠鏡去觀察獵戶座就能看到更多有趣的深空天體。

NGC 2024

## 歷史與神話

獵戶座的藝術形象。

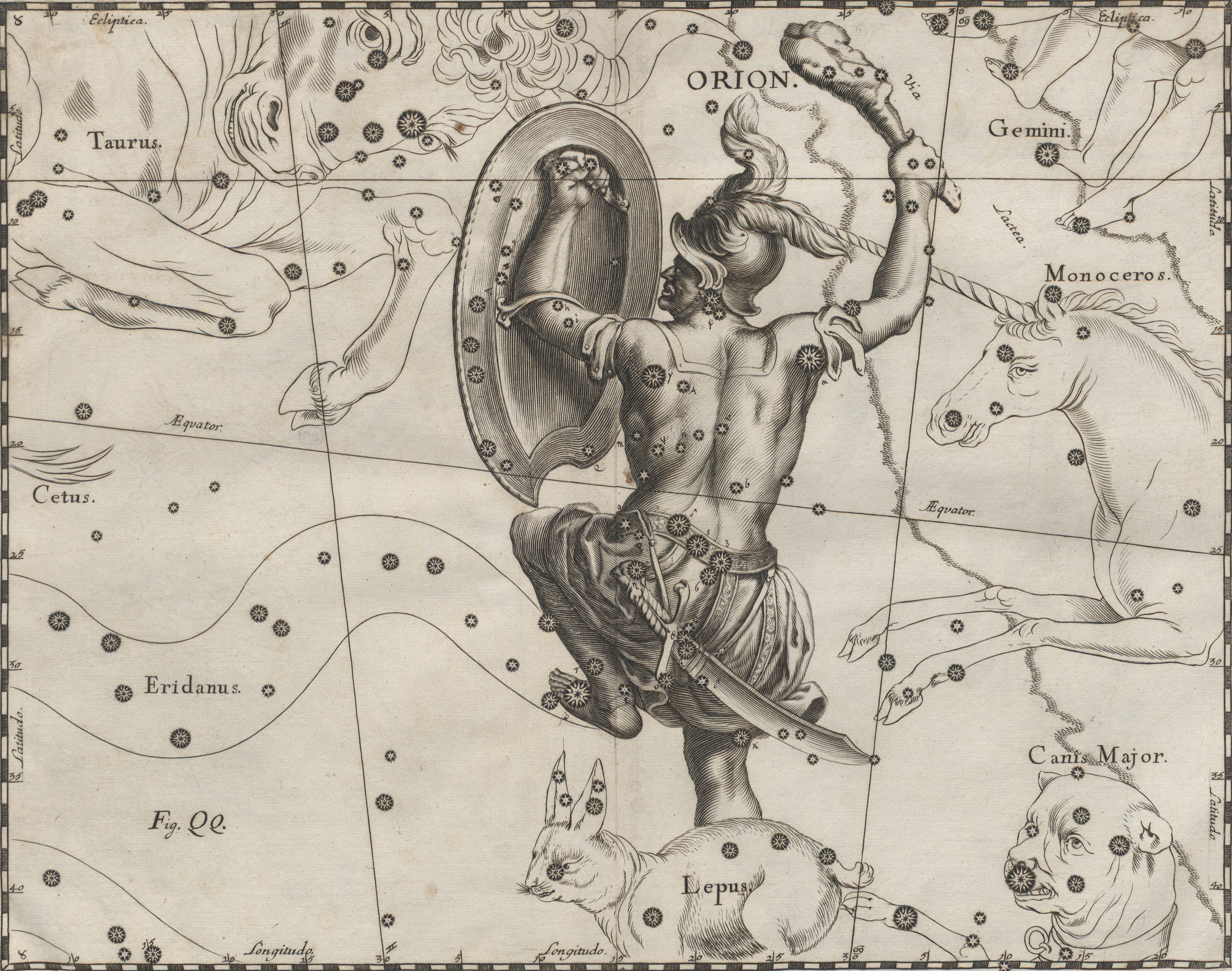
17世紀天文學家約翰·赫維留筆下的獵戶座

這一個耀眼的星座在不同的古代文明中都有它的位置，只是形象不同。
古代蘇美人把這些星視爲一隻綿羊。參宿四的拉丁名Betelgeuse意爲“腋窩”，指的就是“綿羊的腋窩”。
在古中國，獵戶座是廿八宿之一，即“參宿”。「參」就是「三」的國字大寫，指獵戶腰帶上的三顆星。中国传统中，有“三星高照”的说法，认为“福禄寿”三星高照，象征吉祥幸福、健康长寿和富裕。“三星”即指参宿一、参宿二与参宿三。还有“三星正南，就要过年”的谚语，表示这三颗星在天空中的位置和农历新年的关系。
古埃及人認爲這些星是奉獻給光之神──欧西里斯（Osiris）的貢物，一些金字塔與獵戶座有密切聯係。
無論在古代或現代的文學作品中，獵戶的腰帶與劍經常都有出現，例如美國陸軍第27步兵師的臂章、米高梅旗下的獵戶座影業。